# Świecznik

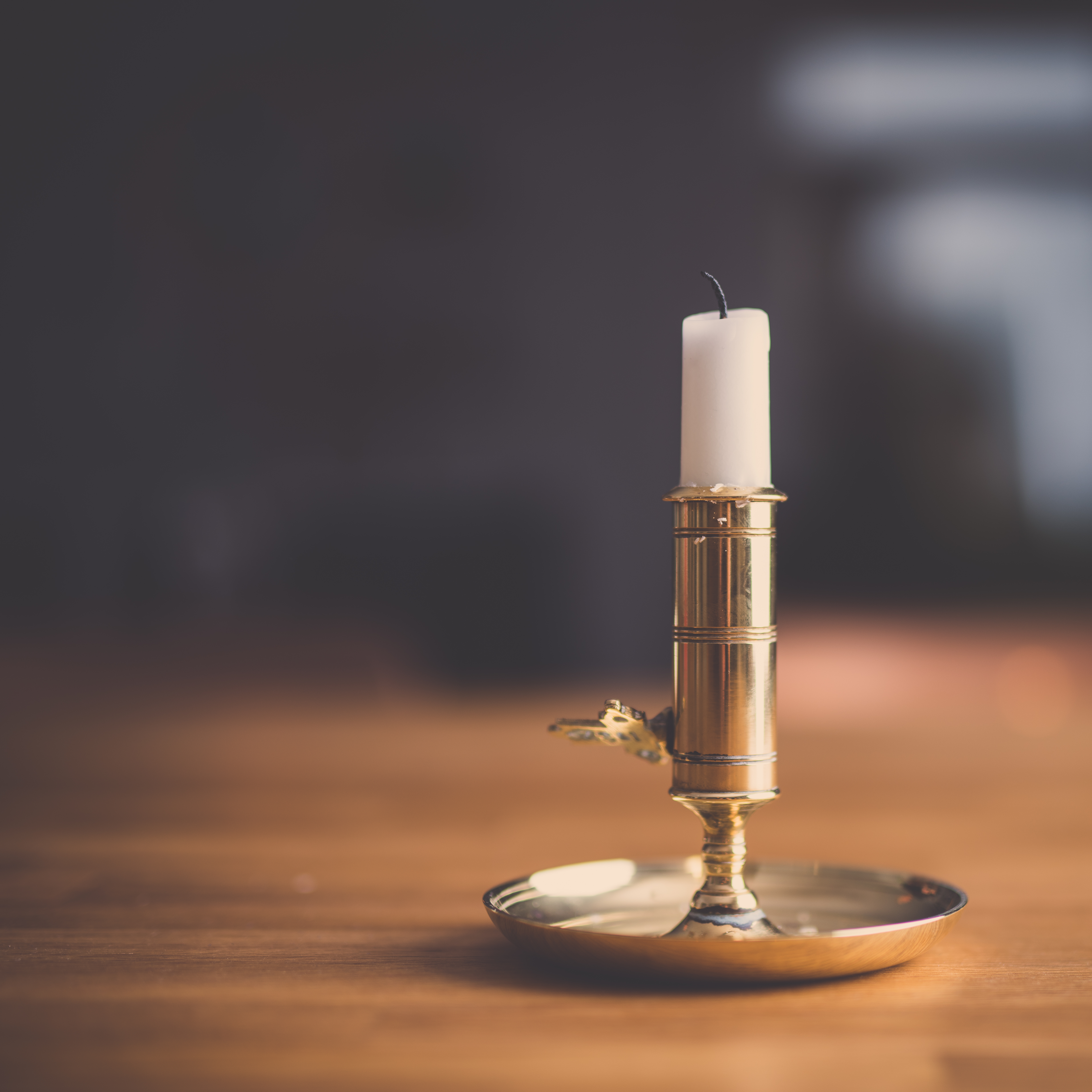
Świecznik

Świecznik – stojak służący do stabilnego mocowania w nim świecy, pełniący funkcję oświetleniową.  
Najczęściej składa się z podstawy, tulei (w której osadzana jest świeca) oraz profitki (płaskiej miseczki zbierającej skapujący ze świecy wosk). Wykonywany głównie z materiałów niepalnych, z metali: mosiądzu, brązu, miedzi, stali lub szkła, porcelany, fajansu. Świeczniki często pełniły również funkcje dekoracyjne, co wiązało się z ich bogatym zdobieniem. Niektóre typy świeczników miały też ważne znaczenie religijne, jak np. żydowska menora. 

## Rodzaje
- bout de la table – świecznik dwupłomienny
- kandelabr – świecznik na wiele świec, wolno stojący[1]
- kinkiet – świecznik naścienny, z reguły z odbijającym światło lustrem z metalu lub szkła[1]
- lichtarz – świecznik na jedną świecę[1]
- menora – siedmioramienny świecznik judaistyczny[1]
- żyrandol – świecznik wiszący (pierwotnie świeczniki wiszące nazywano pająkiem, a żyrandolem nazywano pająka ze szklanymi wisiorami)[1]

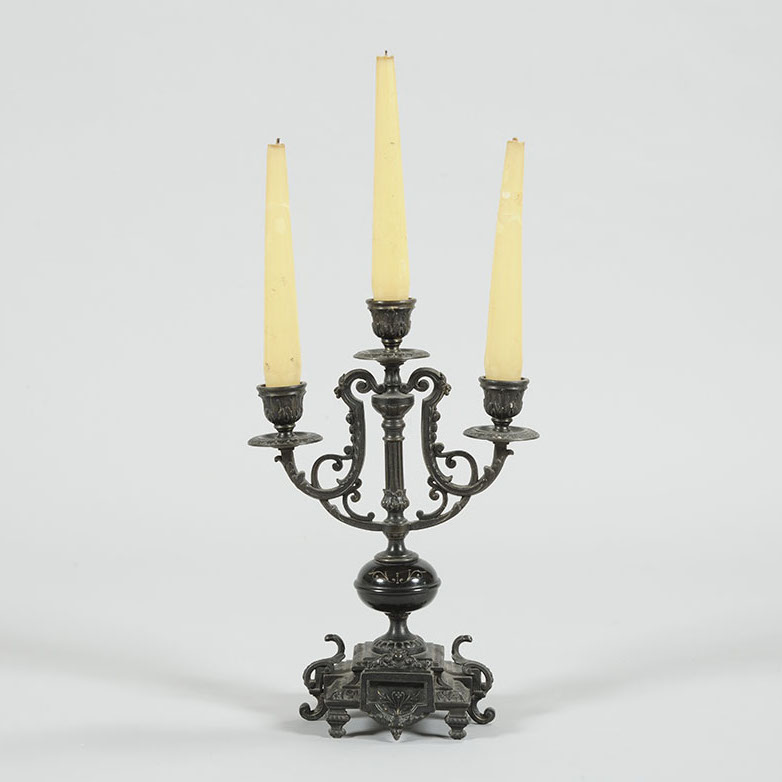
kandelabr
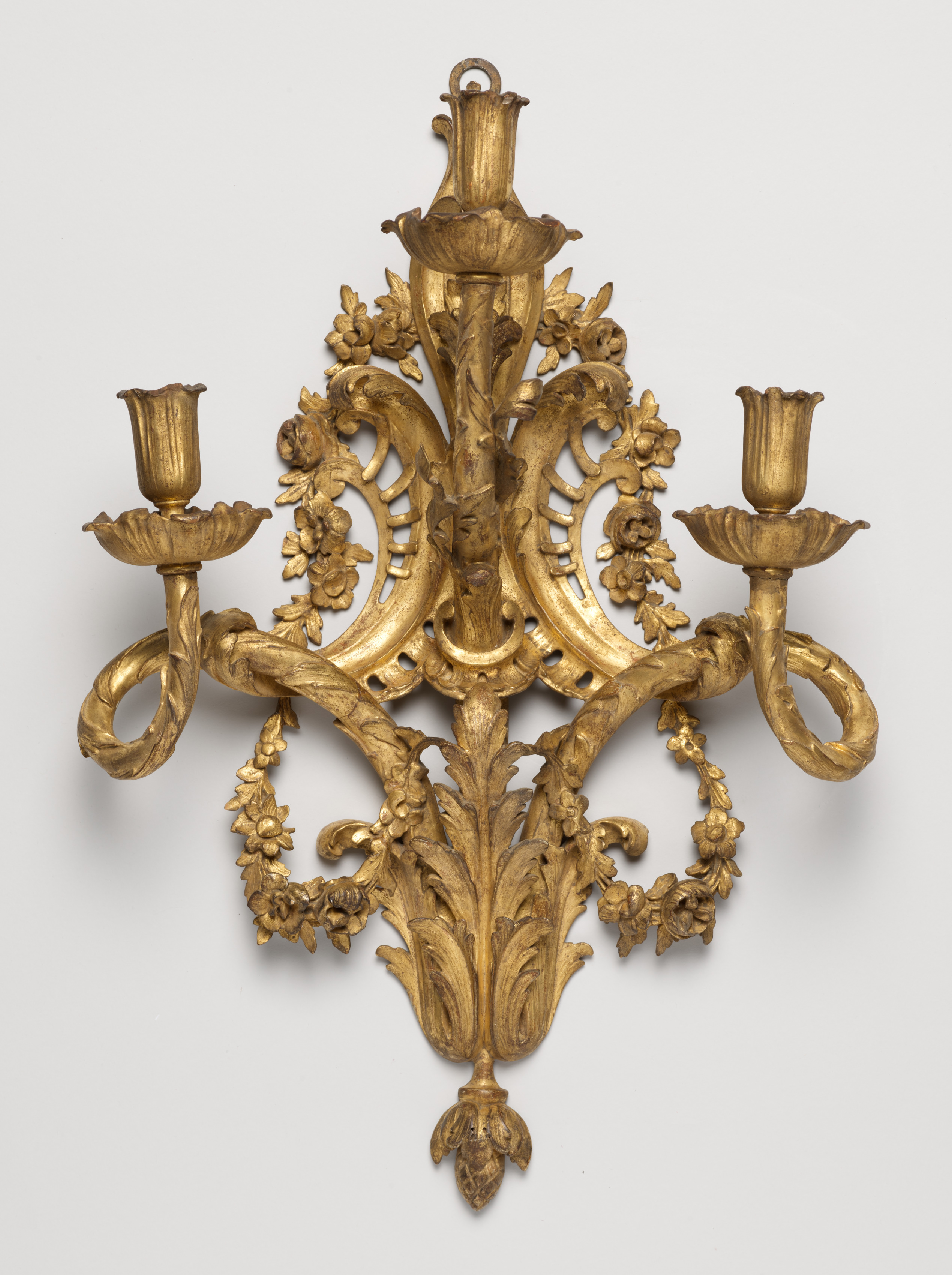
kinkiet
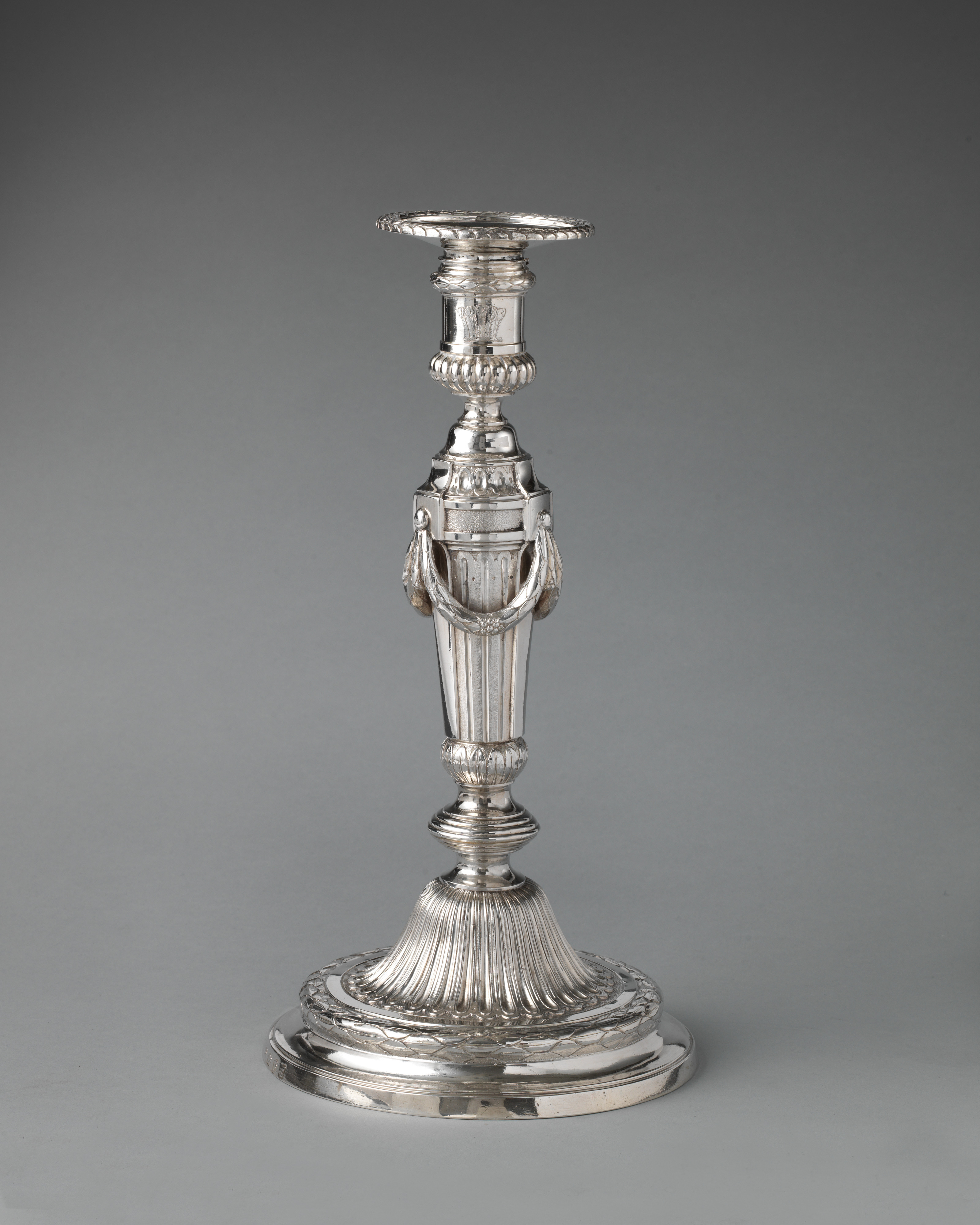
lichtarz
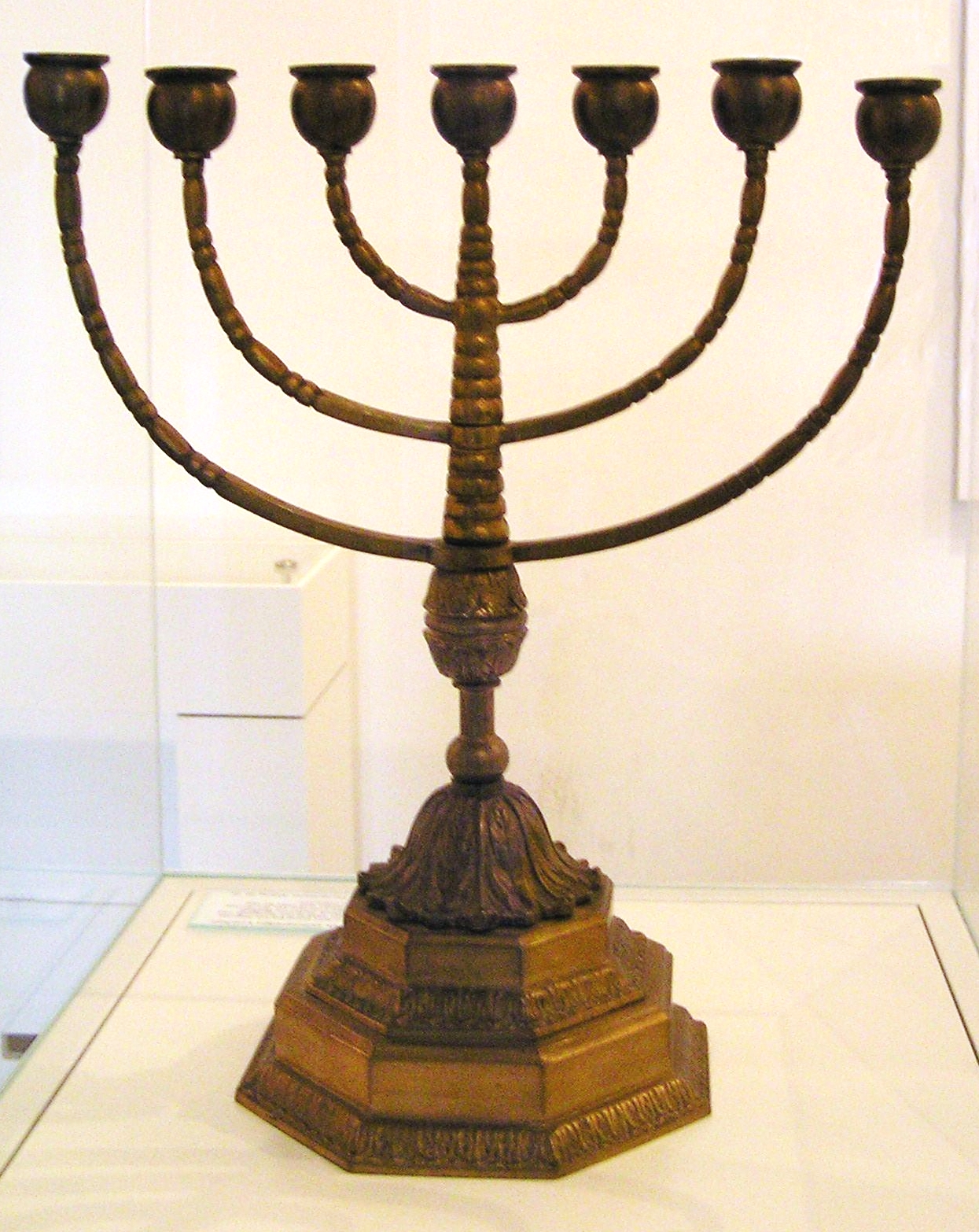
menora
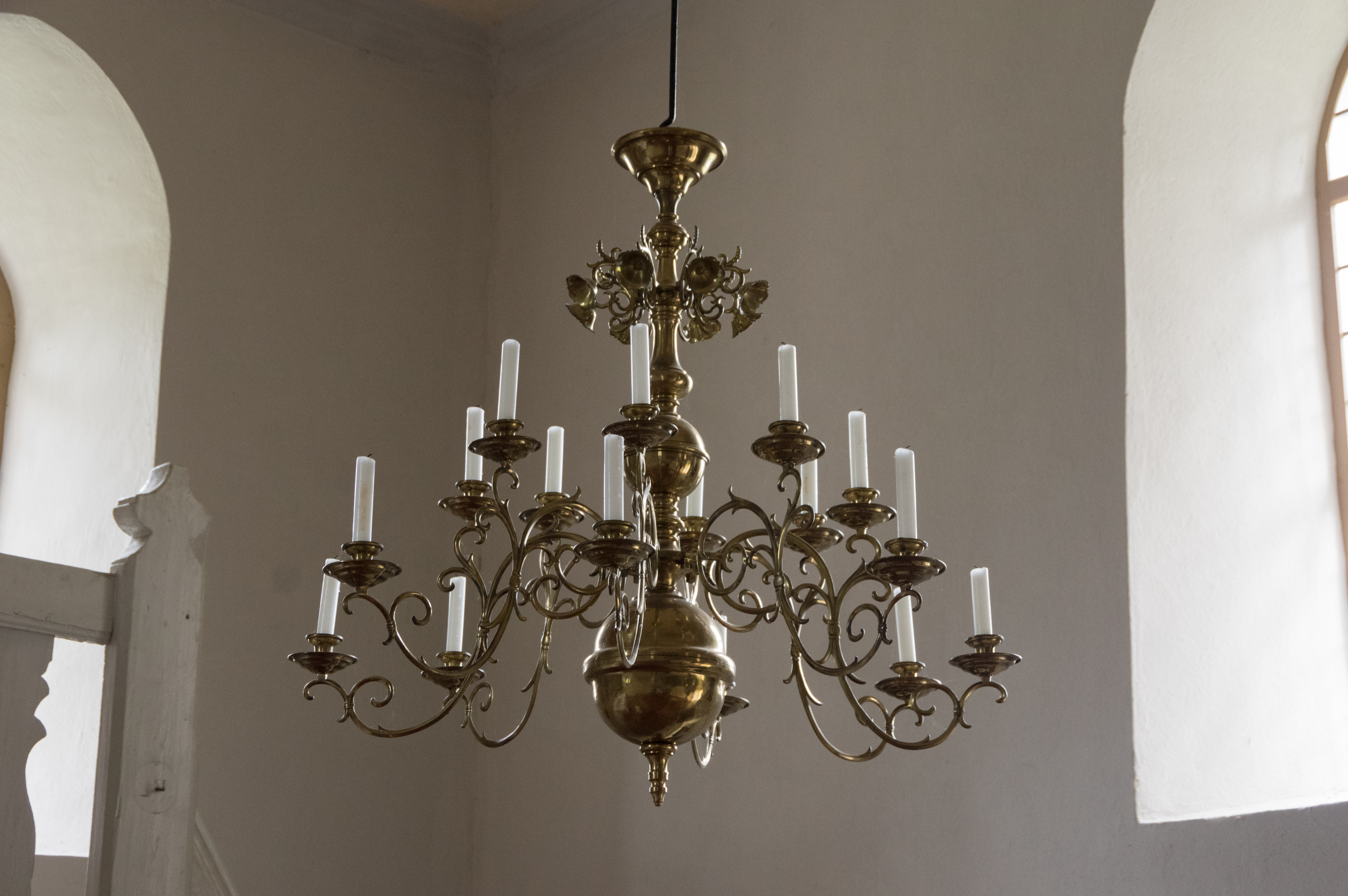
żyrandol

## Historia
Pierwsze świeczniki pojawiły się wraz z wynalezieniem świec, a więc w czasach przedrzymskich. W czasach starożytnego Rzymu były dość powszechnie stosowane, jednak głównym źródłem oświetlenia pozostawały wtedy lampki oliwne. Upadek imperium rzymskiego, spadek produkcji oliwy i rozwój państw europejskich położonych na północ od strefy śródziemnomorskiej, na obszarach pozbawionych upraw oliwek, spowodował rozkwit produkcji świec i świeczników, począwszy od wczesnego średniowiecza. Rozpowszechnienie się oświetlenia naftowego, a potem elektrycznego pod koniec XIX wieku i na początku XX wieku doprowadziło do marginalizacji użytkowej roli świeczników. Obecnie świeczniki używane są głównie w tradycyjnych obrzędach (np. w kościołach) lub ze względów estetycznych. Częste są także elektryczne lampy naśladujące wzornictwo i formy świeczników.